# Semlons gröna dalar
Semlons gröna dalar var en TV-serie i tre delar av Povel Ramel, Karl Haskel och Lasse Hallström. Första avsnittet premiärsändes 15 april 1977. TV-serien repriserades hösten samma år, men den återkom sedan inte i rutan förrän julen 2007. 
Povel Ramel spelade familjefadern Semlon Pytting som med den TV-galna hustrun Pontussa, spelad av Anna Sundqvist, har barnen Tillbrekt (Martin Ljung) och Minus (Sune Mangs) samtidigt som han är otrogen med älskarinnorna Tant Raffa (Grynet Molvig), Vipp Smukkeklatten (Wenche Myhre) och Conradette Glossner (Harriet Andersson). I serien finns många typiska Ramelinfall: till exempel fick han i första avsnittet ensemblen från den engelska serien Hem till gården att säga "Gudda, gudda".
I mindre roller medverkade Lotta Ramel, Hugo Hagander, Nils Linnman, Bengt Berger, Ria Wägner, Lars Orup, Per-Erik Lindorm, Fredrik Ohlsson, Göthe Grefbo, Birgitta Andersson, Olof Thunberg, Gunwer Bergkvist, Gösta Ekman, Stig Grybe, Peter Harryson, Kjerstin Dellert, Catrin Westerlund, Meta Velander, Gunilla Åkesson, Inga Gill, Lars Humble, Tommy Körberg, Lasse Åberg, Lena Ericsson, Mats Ek och Sven Olsons trio.